# Louis Klimsch
Ludwig Wilhelm Klimsch (* 20. September 1852 in Frankfurt am Main; † 21. März 1874 ebenda) war ein deutscher Kunstmaler. Er entstammte der Frankfurter Künstler- und Unternehmerfamilie Klimsch und war der jüngste Sohn des Künstlers Ferdinand Karl Klimsch. Am 1. Mai 1873 schrieb er sich für die Naturklasse bei der Akademie der Bildenden Künste München ein. Ein Jahr später starb Ludwig Klimsch.